# یاسپر کریستینسن
یاسپر کریستینسن (دانمارکی: Jesper Christiansen؛ زادهٔ ۲۴ آوریل ۱۹۷۸) یک بازیکن فوتبال اهل دانمارک است.

## تیم ملی
وی همچنین در تیم ملی فوتبال دانمارک بازی کرده است.